# Eritrea ai Giochi della XXIX Olimpiade
L'Eritrea ha partecipato ai Giochi della XXIX Olimpiade di Pechino, svoltisi dall'8 al 24 agosto 2008, con una delegazione di 11 atleti.

## Atletica leggera
| Gara     | Atleta               | Batterie | Batterie | Semifinali | Semifinali | Finale       | Finale       |
| Gara     | Atleta               | Tempo    | Pos.     | Tempo      | Pos.       | Tempo        | Pos.         |
| -------- | -------------------- | -------- | -------- | ---------- | ---------- | ------------ | ------------ |
| 1500 m   | Hais Welday          | 3'45"06  | 9        |            |            |              |              |
| 5000 m   | Kidane Tadasse       |          |          | 13'37"72   | 4          | 13'28"40     | 10           |
| 5000 m   | Ali Abdalla          |          |          | 13'49"68   | 5          |              |              |
| 10000 m  | Zersenay Tadese      |          |          |            |            | 27'05"11     | 5            |
| 10000 m  | Kidane Tadese        |          |          |            |            | 27'36"11     | 12           |
| 10000 m  | Teklemariam Medhin   |          |          |            |            | 18'54"33     | 32           |
| Maratona | Yared Asmerom        |          |          |            |            | 2h 11'11"    | 8            |
| Maratona | Yonas Kifle          |          |          |            |            | 2h 20'23"    | 36           |
| Maratona | Tesfayohannes Mesfen |          |          |            |            | non concluso | non concluso |

| Gara     | Atleta             | Semifinali | Semifinali | Finale     | Finale |
| Gara     | Atleta             | Tempo      | Pos.       | Tempo      | Pos.   |
| -------- | ------------------ | ---------- | ---------- | ---------- | ------ |
| 5000 m   | Simret Sultan      | 15'16"25   | 17         |            |        |
| Maratona | Nebiat Habtemariam |            |            | 2h 37' 03" | 47     |